# Ninia franciscoi
Espèce
Ninia franciscoi  est une espèce de serpents de la famille des Dipsadidae.

## Répartition
Cette espèce est endémique de l'île de la Trinité.

## Étymologie
Cette espèce est nommée en l'honneur de Francisco Sierra Corredor (1900−2005).

## Publication originale
- Angarita-Sierra, 2014 : Hemipenial Morphology in the Semifossorial Snakes of the Genus Ninia and a New Species from Trinidad, West Indies (Serpentes: Dipsadidae) South American. Journal of Herpetology, vol. 9, no 2, p. 114-130.